# エストニアの歴史
エストニアの歴史（エストニアのれきし）ではバルト三国の一つ、エストニアの歴史について記述する。
エストニアはドイツ人、スウェーデン、ロシアなどの支配を経て、1917年の2月革命後にエストニア人の住む地域は初めて一つに統合される。

## 先史時代、古代
紀元前9500年から紀元前7500年ごろの旧石器時代からバルト三国で含まれる地域に人類が生活を営むようになったと考えられており、紀元前3000年ごろにエストニア人などのフィン・ウゴル語派に分類される民族がヴォルガ川中流域から移住したと考えられている。エストニアを含むバルト地方は古代ヨーロッパ世界の中心だったギリシャ、ローマから隔たれており、外部からの影響は少なかった。7世紀から8世紀にかけてバルト地方にヴァイキングが訪れ、エストニアのタリン、タルトゥなどの都市では東西交易が営まれていたと思われる痕跡が確認されている。バルト海進出を試みるキエフ大公ヤロスラフ1世は1030年にリーヴ人の居住地であるユリエフ（タルトゥの古称）に城を築くが、ヤロスラフ1世の支配は30年程度にとどまった。
ドイツ人の入植が進められる13世紀以前のエストニアは統一されておらず、キヘルコント（Kihelkond）と呼ばれる共同体に分かれていた。単独、あるいは複数集まったキヘルコントが一つの地域単位を形成し、歴史的地位の名称はラトビア語でエストニアを指す「イガウニヤ」、フィンランド語でエストニアを指す「ヴィロ」に跡をとどめている。

## ドイツ人の進出

テッラ・マリアナ

12世紀のバルト地方はキリスト教化されていない「異教の地」であり、キリスト教世界はバルト地方での布教を試みるが活動は難航する。1199年に教皇インノケンティウス3世はリヴォニア（現在のエストニア南部からラトビアにかけて広がる歴史的地域）に十字軍を派遣し、翌1200年にユクスキュル司教アルベルトが率いる500人の兵士がリヴォニアに進軍した。アルベルトの進言によって1202年に設立されたリヴォニア帯剣騎士団は武力による改宗を行い、1207年までにリヴォニアのキリスト教化が大きく進展した。リヴォニアを制圧した帯剣騎士団はエストニア北部への進出を試みるが、ロシア諸侯の支援を受けたキヘルコントは頑強に抵抗し、エストニア南部ではサカラの首長レンピトゥ（レムビト）が抵抗を続けていた。1217年にレンピトゥは戦死し、エストニア北部の南半分が帯剣騎士団の支配下に入るが、ロシア諸侯の援助を受ける北側の地域はキリスト教勢力の進出を拒み続けていた。エストニア人の抵抗に直面した帯剣騎士団は1218年にデンマーク国王ヴァルデマー2世に支援を求め、1219年に60,000のデンマーク軍がバルト海東岸に上陸し、1220年冬までに帯剣騎士団はエストニア本土を制圧する。1219年にデンマークによって「トーンペア」と呼ばれるエストニア人の集落に城塞と町が建設され、デンマークが建設した城塞はエストニア語で「デーン人の町、要塞」を意味する「ダーニーリーン」と呼ばれ、後のタリンの起源となる。1223年にサーレマー島でデンマークと帯剣騎士団に対する反乱が起きるが、反乱は1227年までに鎮圧される。
1215年に開催された第4回ラテラン公会議でリヴォニア司教区は教皇の特別保護下に置かれた「テッラ・マリアナ（「聖母マリアの地」の意）」に制定され、リヴォニアの先住民に苛烈な支配を敷く帯剣騎士団を問題視する教皇庁は改宗した先住民の実情を調査し、騎士団の搾取を咎めた。1236年にリトアニア人との戦闘に敗れて壊滅した帯剣騎士団はドイツ騎士団に統合され、帯剣騎士団の征服地を含むリヴォニアのドイツ騎士団領は「リヴォニア騎士団領」と呼ばれるようになる。改宗が進んだ地域ではドイツ人の入植が進み、多くのエストニア人はドイツ人領主の支配下に入らなければならなかった。1285年にレヴァル（タリン）がハンザ同盟に加入し、交易で富を蓄え、自治権を得たレヴァルではドイツ人が強い影響力を有していた。レヴァル、ペルナウ、ナルヴァ、ドルパト（タルトゥ）などのハンザ同盟に加入していたエストニアのドイツ化された大都市は繁栄を謳歌していたが、土着のエストニア人は悲惨な状況に置かれていた。19世紀のエストニア民族革命で主導的な役割を果たしたカール・ロベルト・ヤコプソンは、13世紀から19世紀にいたるドイツ人支配時代をエストニア人の「闇の時代」と呼んだ。
デンマーク統治下のエストニアではドイツ人騎士への授封が盛んに行われ、王権の弱体化によってリヴォニア騎士団の進出を招いた。貴族が増加したデンマーク領エストニアでは封建制度が急速に発達し、荘園の拡大が進展する。1340年代にデンマークは北部エストニアから撤退し、1341年にレヴァル、ヴェーゼンベルク、ナルヴァをリヴォニア騎士団に売却した。撤退の理由には土地を支配するデーン人が少ないこと、在地の人間が結束して反乱勢力を形成していること、多額の経費を要することが挙げられている。1343年から1345年にかけてデンマーク領エストニアではセント・ジョージ夜の反乱が起き、本国から離れたリヴォニアの統治に手を焼いたデンマークは1346年にリヴォニアをドイツ騎士団に売却し、翌1347年にタリンを含むリヴォニアはドイツ騎士団の支部であるリヴォニア騎士団領に編入される。騎士団領有下のエストニア人の居住地は騎士団領と司教領に分割された。

## スウェーデン支配時代
リヴォニア、隣接するリトアニアでキリスト教への改宗が進展すると騎士団の領土拡張の大義名分は無くなり、リヴォニア内部の司教領、騎士団領、都市での内紛が頻発する。1558年にバルト海方面への進出を図るモスクワ大公国はリヴォニアを支配するドイツ騎士団に戦いを挑み、リヴォニア騎士団領の解体を望むデンマーク、スウェーデン、ポーランドはリヴォニアの内情に介入する（リヴォニア戦争）。1561年にリヴォニア騎士団領は崩壊するが、騎士団の支配は後世のエストニアに大きな影響を与え、ドイツ人騎士はバルト・ドイツ貴族としてエストニアに残り、支配者層を形成する。ルブリン連合によって成立したポーランド・リトアニア共和国はロシアに軍を進め、1582年にポーランドとモスクワの間で締結された和睦によってリヴォニアはポーランドの保護下に入る。1583年にリヴォニア戦争が終結した後もモスクワとスウェーデンはエストニア北部の帰属を巡って争い、1595年に締結されたタユシナ条約によってスウェーデンがエストニア北部の支配権を勝ち取った。ポーランド王ジグムント3世との戦争に勝利したスウェーデン王グスタフ2世アドルフは1629年にリヴォニア北西部を獲得し、1645年にはデンマークの領有するサーレマー島がスウェーデンの支配下に入る。スウェーデンの支配下に置かれたリヴォニアはエストニアの北半分にあたるエストラント、エストニア南部とラトビア北部・中部を含む地域はリーフラントに区画される。
17世紀までの戦争の結果、エストニアは「バルト帝国」とも呼ばれるスウェーデンの支配体制に組み込まれるが、スウェーデンの支配が行き届かないエストニア、リヴォニアではバルト・ドイツ貴族が強い力を持つようになっていた。しかし、タルトゥ大学の前身であるアカデミア・グスタヴィアナの設立、聖書のエストニア語訳、ラトビア語訳など、学術の分野は成長し、エストニアでは「良きスウェーデン時代」として記憶されるようになった。1700年から1721年までロシアとスウェーデンの間で起きた大北方戦争ではエストニアも戦渦に巻き込まれ、ロシア皇帝ピョートル1世はスウェーデンの力を奪うためにエストニアで焦土作戦を展開した。ロシア軍による破壊、飢饉、疫病によってエストニア北部とリヴォニアは深刻な被害を受け、1708年にタルトゥが破壊され、1710年にタリンがロシアの占領下に入る。1721年に締結されたニスタット条約によってスウェーデンが放棄した領土にはエストニア北部とリヴォニアも含まれており、それらの土地はロシア帝国に編入された。

## ロシアの統治、民族意識の高まり
ロシアの統治下に入ったバルト地方では、1719年から1775年までの間、エストラント（エストニア共和国の北部地域）とリヴラント（旧来のリヴォニア）にそれぞれ総督が置かれ、1775年以降に2つの地域は統轄され、1801年にエストラント、リヴラント、クールラントが一人の総督によって管理される体制が確立された。旧バルト帝国内のスウェーデン色を一掃するため、ロシア帝国はバルト・ドイツ貴族を優遇し、そのためにバルト・ドイツ貴族と土着のエストニア人農民の格差は拡大する。1764年にリヴラント、エストラントを視察したエカチェリーナ2世は現地の農奴の窮状に衝撃を受け、翌1765年に農民の生活改善を総督に命じたが、効果は現れなかった。アレクサンドル1世の皇帝即位後にバルト地方に啓蒙思想が広がり、1802年にエストラント、1804年にリヴラントで農民の財産権が認められた。1816年から1819年にかけてバルト地方ではロシア本国に先駆けて農奴制が廃止されたが農奴解放に対するバルト・ドイツ貴族の抵抗は根強く、農民の権利は制限され、彼らの生活は劇的に改善されなかった。1849年にリヴラント、1858年にエストラントで農民の農地の永年所有権の購入が認められ、自営農民が徐々に現れ始めたものの、彼らは政府からの支援を受けられなかった。農奴解放後は土地を持たない農民が産業化が進む都市部に流入して労働力を形成するようになり、やがて彼らは都市の中産階級としてバルト・ドイツ人が作り上げた都市社会制度に挑戦するようになる。
19世紀前半のアレクサンドル1世の自由化政策によって実施された農奴解放、教育水準の向上、西欧思想との接触は500年以上にわたるバルト・ドイツ貴族の支配に不満を抱いていたエストラント、リヴラントの先住民であるエストニア人、ラトビア人の民族意識を育んでいく。1845年にバルト総督に任命されたエヴゲニー・ゴロヴィンは従来のバルト・ドイツ貴族に宥和的な政策を一転させ、彼らに対して強硬な態度を示した。ロシア国内の汎スラヴ主義者もバルト・ドイツ貴族の特権剥奪を主張し、1840年代からエストラント、リヴラントで非ドイツ化を目的とするロシア正教への改宗運動が開始された。1860年代にエストニア人によるエストニア語の教育施設であるエストニア・アレクサンドル学校が開校し、1869年からエストニア音楽祭が開催される。また、民族意識の高揚に『サカラ』の創刊者であるカール・ロバート・ヤコプソン、詩人フリードリヒ・レインホルト・クロイツヴァルト、リディア・コイトゥラらの文化人の活動も民族意識の高揚に寄与した。また、バルト・ドイツ人の中にはエストニアの伝統文化、言語、歴史に強い関心を持つ人間がおり、エストニア人の地位向上・利益確保に奔走したバルト・ドイツ人はエストフィルと呼ばれていた。1838年にドルパトに創設されたエストニア学識者協会は構成員の大部分がエストフィルであり、叙事詩『カレヴィポエク』の編集・発表、エストニア語の語彙・文法の収集で成果を残している。
1881年にロシア皇帝に即位したアレクサンドル3世は本格的なロシア化政策を推進し、バルト・ドイツ人の特権だけでなく、エストニア人、ラトビア人の民族運動も制限される。

## ロシア革命以後
1917年にロシア革命が勃発すると、1918年2月24日にエストニア共和国の独立を宣言。3月3日にボルシェヴィキ政府はドイツとブレスト＝リトフスク条約を締結し、独立が認められたものの、イギリスを主力とする連合国のロシア内戦への干渉を受けてドイツを巻込み、11月からボルシェヴィキ政府や親ドイツのen:Baltische Landeswehrと三つ巴のエストニア独立戦争が始まった（en:Soviet westward offensive of 1918–1919、en:British campaign in the Baltic (1918–1919)）。1920年にはレーニンの「四月テーゼ」に基づきソ連は独立を承認した。また、第一次世界大戦後、自らが掲げた「民族自決」の原理に従い、国際社会も独立を承認した。
ソ連による独立承認後は政局が不安定であった。1918年~1934年多元的民主主義体制、1934年~1940年はコンスタンティン・パッツによる権威主義的独裁体制であり、親イギリス外交を推進した。1934年にはファッショ的な在郷軍人会(ヴァプス運動)が反政府活動を行い、国家の緊急事態が宣言されて弾圧された。

## ソ連によるバルト三国占領概観
1939年に第二次世界大戦が勃発すると、「独ソ不可侵条約」及びその「秘密議定書」に基づき、ドイツとソ連がポーランドに侵攻した。領土的野心のあったスターリンはエストニア、ラトビア、リトアニアのいわゆる「バルト三国」に食指を動かし、翌年6月に外相モロトフを派遣し、新政府樹立の最後通牒を突きつけた。ドイツからの支援も受けられないエストニアは他の2国とともに1940年6月17日にソ連軍の進駐および新政府の樹立を以って、ソ連に編入され、多数の住民が逮捕或いはシベリア送りにされた。独ソ戦に対しては進攻するドイツ軍を歓迎した者もおり、武装親衛隊の支援によるソ連へのゲリラ活動（森の兄弟）を行い、ソ連側もエストニア人部隊を送るなど代理戦争で混乱を極めた。

### ソ連のエストニア占領
1940年6月、エストニア共和国はソ連によって占領された。
1939年9月24日、赤軍の海軍軍艦がエストニアの港沖に現れ、ソ連爆撃機がタリンとその近郊上空で威嚇飛行を始めた。ソ連政府の要求はヨーロッパの戦争の期間、エストニアがその領土にソ連の軍事基地建設と2万5千人の部隊の駐留を認める協定を承諾することだった。エストニア政府は最後通告を受入れ、1939年9月28日関連する協定に調印した。
1940年6月12日、ソ連バルト海艦隊によるエストニアの完全な軍事封鎖の命令が出された。
1940年6月14日、世界の注目が前日のナチス・ドイツによるパリ陥落に集中する間に、ソ連によるエストニアの軍事封鎖が実施され、タリン、リガ、ヘルシンキに置かれたアメリカ公使館からの外交文書を運んでいたタリン発ヘルシンキ行のフィンランド旅客機「カレヴァ(Kaleva)」は2機のソ連爆撃機に撃墜された。アメリカの外務部事務員ヘンリー・W・アンタイル・ジュニア(Henry W. Antheil, Jr.)はその墜落によって死亡した。
1940年6月16日、ソ連邦はエストニアに侵攻した。モロトフはバルト海の国々のソ連に対する陰謀を非難し、ソビエトが承認する政府の設立を求めた最後通告をエストニアに届けた。
国境と国内の両方で圧倒的なソ連の軍隊がある状態の中、流血や戦争を回避するため抵抗しないことをエストニア政府は決定した。エストニアは最後通告を受け入れ、6月17日エストニアにある赤軍の軍事基地から赤軍が出動した時に国家としてのエストニアは事実上存在しなくなった。翌日にはさらに約9万人の軍隊が国に入った。ソ連軍に支援された共産主義者のクーデターによりエストニア共和国の軍事占領は「正式」なものになり、続いて共産主義者寄り以外の候補者が非合法化された中で「議会選挙」が行われた。そのように選出された「議会」は1940年7月21日エストニアを社会主義共和国と宣言し、エストニアがソ連に「加入」することを満場一致で要求した。エストニアをソ連に併合するという「政治的義務」である投票ができなかった人々はその投票行為により、パスポートに検印のスタンプを得ることに失敗し、ソビエト裁判所は彼らの後頭部を撃つことを許した。8月6日、エストニアは正式にソ連に併合され、エストニア・ソビエト社会主義共和国に名称が変更された。エストニアの1940年の占領とソ連への併合はイギリス、アメリカ、及び他の西側民主主義国家には違法であり、決して正式に承認されることはないものだった。
ソビエト当局はエストニア全ての支配権を得て、直ちに恐怖の体制を強要した。ソビエト占領（1940～1941）の最初の年に、国の指導的政治家と将校のほとんどを含めた8000人が逮捕された。逮捕された内の2200人がエストニアで処刑され、他の大部分はロシアの収容所に移され、後にそこから生きて帰れたものはほとんどいなかった。1941年6月14日、バルト三国で一斉に大規模な国外追放が行われ、約1万人のエストニア市民がシベリアなどのソ連国内の遠い土地に追放され、そこで彼らの半分近くは後に亡くなっている。遠くトルキスタン・シベリア鉄道などの工事に動員されたのも強制連行されたエストニア人たちである。1941年のドイツのソ連への侵攻後、ソ連軍に動員の名目でロシアに強制移動された3万2100人のエストニア人男性の40%近くが飢え、寒さ、更に過酷な労働で「労働大隊」と呼ばれる状態の中で翌年の内に亡くなった。1940年から1941年であった最初のソ連占領期には約500人のユダヤ人がシベリアに送られた。エストニア人の墓地と記念碑は破壊された。他方、1918年から1944年の墓石の多くを有したタリン戦没墓地がソビエト当局に破壊され、この墓地は赤軍に使用されることとなった。他にも1774年に設立されたバルト・ドイツ人の墓地(Kopli cemetery、Mõigu cemetery)と最も古い16世紀に設立された墓地（Kalamaja）もエストニアのソビエト時代に当局に破壊された墓地の中のものであった。
合衆国を含めた多くの国は、ソ連によるエストニアの併合を認めなかった。そのような国々は、エストニア旧政府の名の下で活動を続けていたエストニアの外交官と領事を正当な存在と認めていた。これらの熟練した外交官はバルト独立の最終的な回復までこの異常な状況の中で存在し続けた。
Ernst Jaaksonは合衆国に対して最も長期間勤めた外交の代表であり、1934年からは副領事、1965年からエストニアの独立が再達成されるまでは合衆国のエストニア公使館の総領事であった。1991年11月25日、彼はアメリカ合衆国に対しエストニア大使として信任状を捧呈した。

## 第二次世界大戦以降

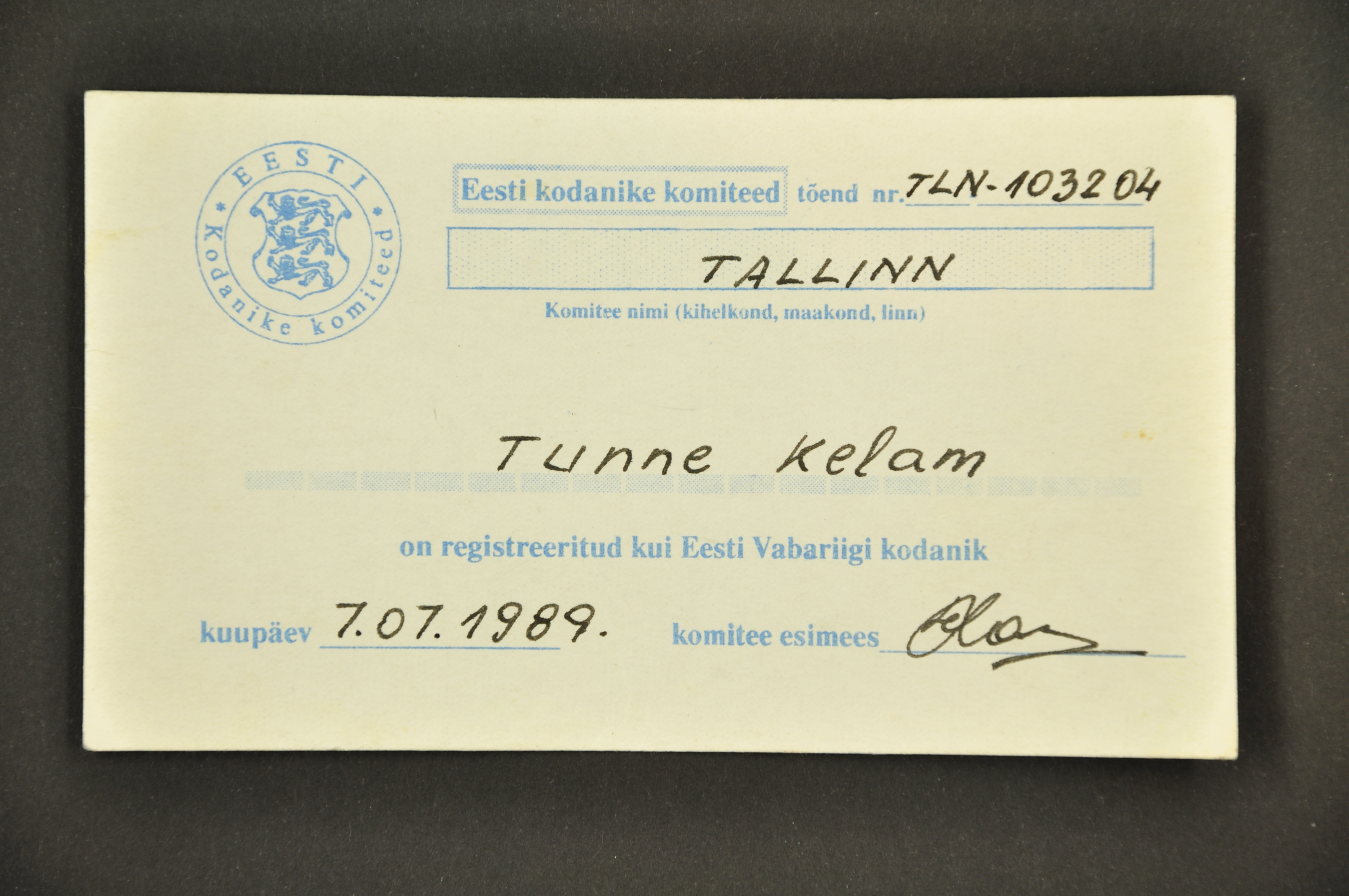
1989年からエストニアの市民のための登録カード

第二次世界大戦後はソ連に再併合され、ソ連の15の共和国の一つとなる。農村集団農場化政策が推進され、「裕福な自作農」（クラーク）や反体制派と見なされた人間が強制連行されてシベリアに追放されると共に、ロシア人などの非エストニア人が他の共和国から多数エストニアに流入した。
時代は下ってソ連にゴルバチョフが登場して、ペレストロイカ政策を推進すると、自由化の空気がエストニアにもおよび1988年には独立を目的とするエストニア人民戦線が設立される。さらに「ベルリンの壁崩壊」に象徴される東欧の民主化の波はバルト3国にも波及し、1989年8月23日にはタリン、リガ、ヴィリニュスを「人間の鎖」で結ぶ運動（バルトの道）に100万人が参加、独立回復への気運は抑えがたいものになった。翌1990年5月12日にはタリンでバルト3国の首脳が集まり、3国はソ連編入前に存在した「3カ国会議」の復活を宣言。事実上の独立回復宣言となった。しかし、ソ連ゴルバチョフ大統領はそれを無効とした。1991年のソ連での連邦維持の投票はボイコット。8月19日の共産党保守派のクーデターを原因したソ連の体制の動揺直後の9月6日にはソ連が独立回復を承認。さらに国連に加盟。名実ともに独立した（エストニアの独立回復）。
その後1994年のロシア軍の撤退を受け西欧諸国との関係を強め、2004年には北大西洋条約機構と欧州連合にそれぞれ加盟した。なおエストニアは、フィンランドとの関係から、北欧を重視し、北欧理事会への参画を試みたが、理事会側から参画を断られている。代わりに1991年に理事会の情報事務所が開設され、1992年にバルト三国と共にバルト海諸国理事会に加盟した。2005年からは、ポーランド空軍がエストニアを含むバルト三国の領空防衛を委任されている(北大西洋条約機構によるバルト三国の領空警備)。
2007年4月27日、エストニア国会の決議で首都タリン中心部にあった第二次世界大戦記念の旧ソビエト軍兵士像（青銅の兵士、タリン解放記念碑）を撤去することになったが、これに反対するロシア系住民と警官隊が衝突して一名死亡、三百名逮捕という事態になった。これを機にロシアでも反エストニアの運動が起こり、両国関係は悪化している。